# Universidad Nacional de Colombia sede Manizales
La Universidad Nacional de Colombia sede Manizales es la sede de la Universidad Nacional de Colombia en Manizales, Caldas.

## Historia

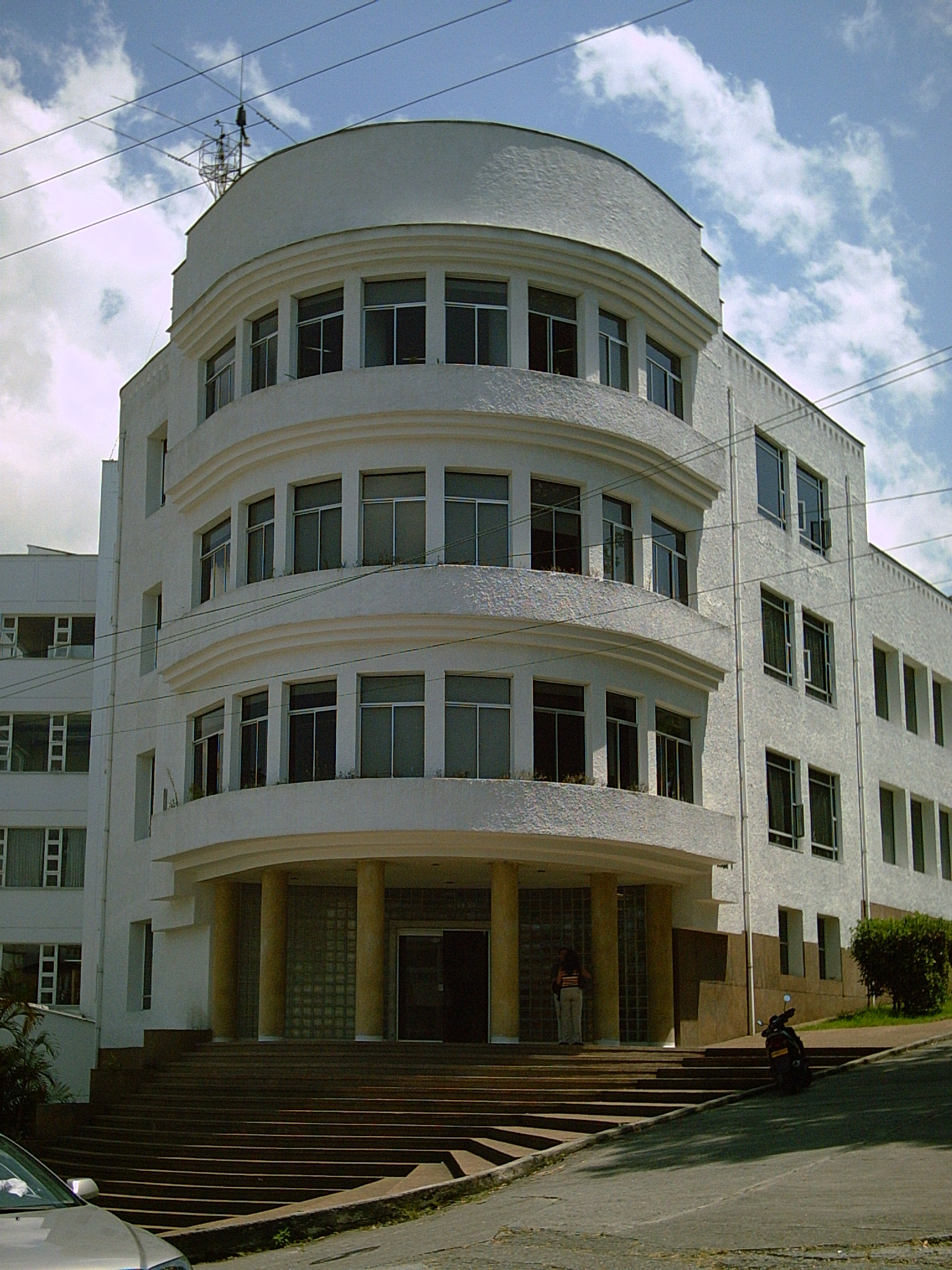
Edificio de posgrados.

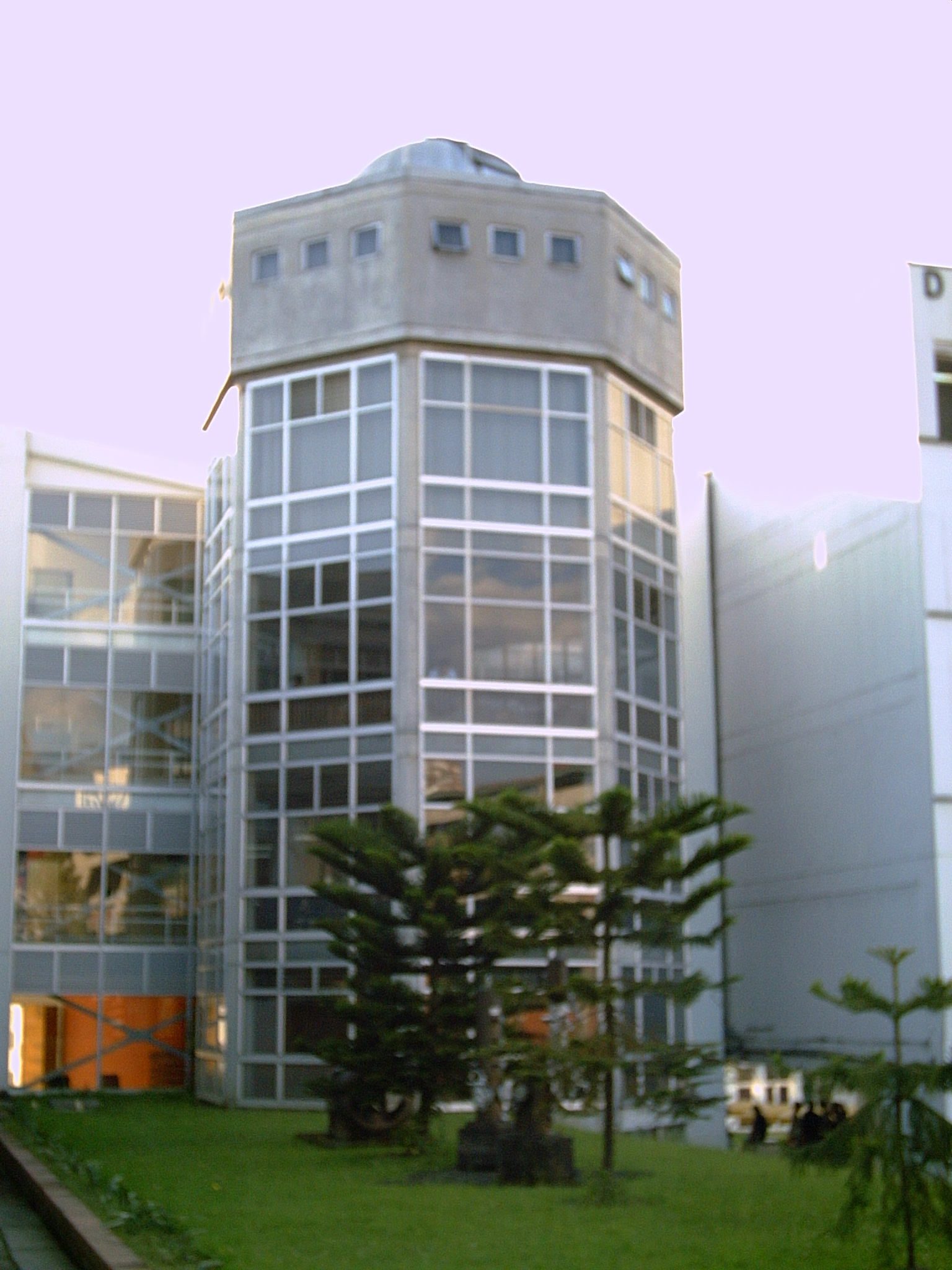
Observatorio astronómico del campus palogrande.

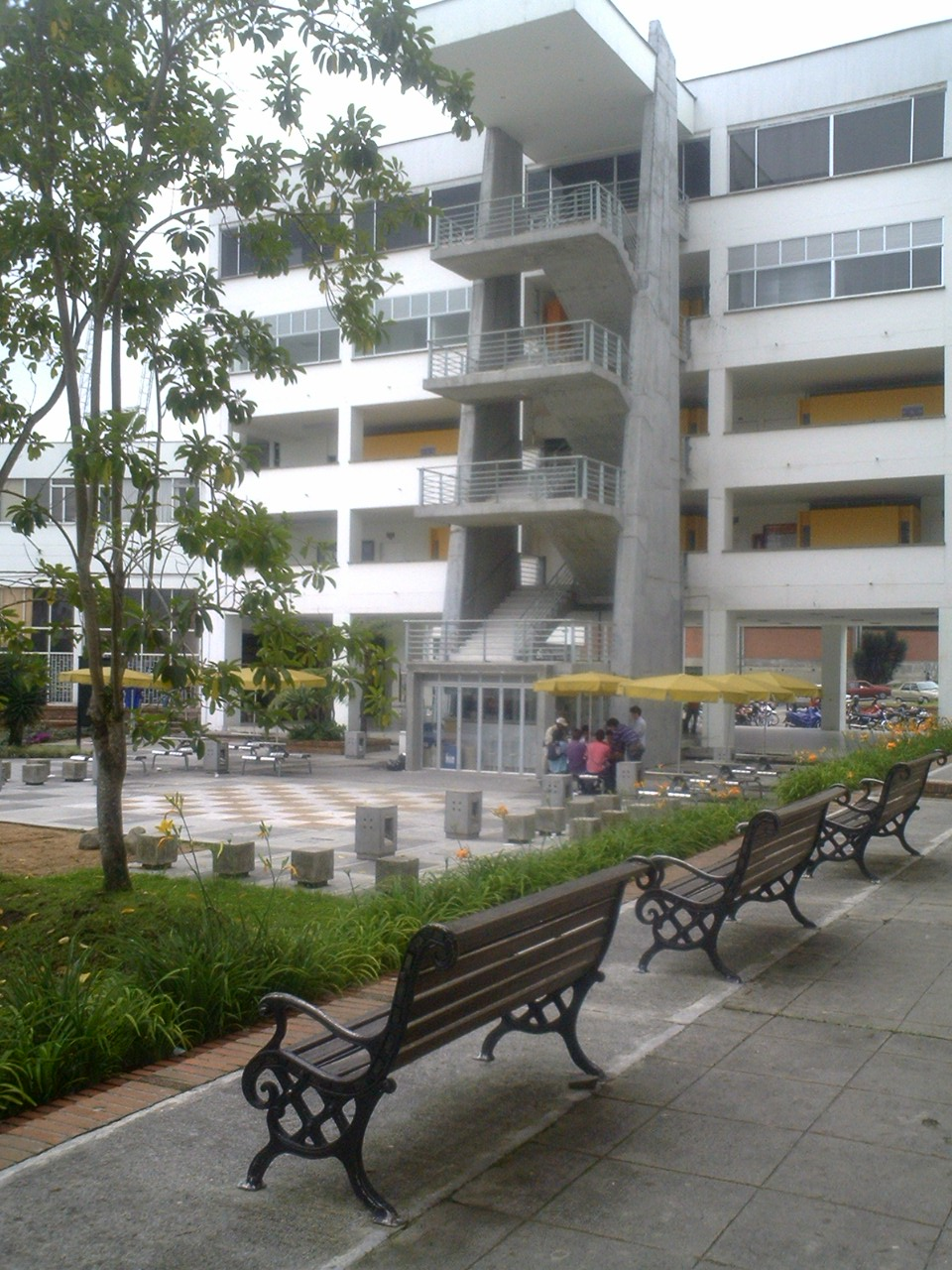
Parque interior del campus palogrande.

Los antecedentes de la creación de la Sede Manizales se remontan al año de 1944 cuando el senador Francisco José Ocampo pidió al Congreso crear dos facultades dependientes de la Universidad Nacional en la ciudad. En diciembre de 1946 fue aprobada una Ley que creaba la Facultad de Ingeniería, objetada por el presidente de la República pero que llevó al Gobernador José Jaramillo Montoya y al Rector de la Universidad Nacional Gerardo Molina a impulsar su creación, proceso en el cual intervino ampliamente el Rector del Instituto Politécnico Universidad Popular,  Juan Hurtado Henao.
La iniciativa tuvo amplia acogida en los diversos órganos del orden municipal, Departamental y Nacional, así como en las directivas de la Universidad Nacional de Colombia, y en el mes de marzo del año de 1948 se firmó un contrato entre el Ministerio de Educación Nacional, la Universidad Nacional de Colombia, el Departamento de Caldas, el Instituto Politécnico -Universidad Popular- y la Sociedad de Mejoras Públicas, para la creación y puesta en marcha de la Facultad de Ingeniería como dependencia directa de la Universidad Nacional de Colombia, la cual había iniciado su funcionamiento el 26 de febrero de ese mismo año y comenzado estudios con la carrera de Ingeniería Electromecánica el día 3 de marzo. Un año más tarde, en diciembre de 1949, cambió su orientación hacia la Ingeniería Civil. En diciembre de 1954 se graduaron los primeros nueve alumnos.
En el año de 1965 se iniciaron los estudios de Topografía y Agrimensura en la modalidad de carrera intermedia, suspendidos después de dos años de funcionamiento y que graduó dos promociones.
En septiembre de 1965 se creó la carrera de Administración de Empresas, que comenzó labores en 1966 con las modalidades diurna y nocturna, y en noviembre de 1968 se aprobó la carrera de Arquitectura que inició las clases en enero de 1969. En el año de 1969 se autorizó la apertura de estudios de Ingeniería Eléctrica, Química e Industrial, que iniciaron labores en 1970.
En 1986 se iniciaron los posgrados: las especializaciones en Ciencias Físicas y en Matemática Avanzada y en 1988 las especializaciones en Diseño de Sistemas de Auditoría y en Administración de Sistemas Informáticos.
En el año de 1986, por Acuerdo N.º 16 del Consejo Superior Universitario se le dio a la Seccional el carácter de Vicerrectoría, pero solo empezó a funcionar como tal en 1988, cuando por Acuerdo N.º 79 se estableció la estructura organizativa con la creación de las Facultades de Ingeniería y Arquitectura y de Ciencias y Administración.
La Facultad operó desde su fundación en el Palacio de Bellas Artes y a mediados de los 50 en la sede de la Universidad de Caldas. En 1959 ocupó su sede propia en la ciudad universitaria de Palogrande, ampliada en 1968. En 1969 la carrera de Arquitectura funcionó en los locales del Cable Aéreo de Mariquita, con lo cual se instituyó la sede de El Cable que pasó a ser propiedad de la Facultad en 1972. En 1970 se contó con un nuevo edificio y con sede propia para residencias estudiantiles. En 1992 se concluyó la construcción de la torre de estancias y de la biblioteca Germán Arciniegas, ubicada en El Cable y en 1993 se inauguró el Edificio de Posgrados.
En el segundo semestre de 1991 entró en funcionamiento la Carrera de Ingeniería Electrónica, creada en la Sede. En 1993 se ofrecieron los Postgrados de Geotecnia, Ingeniería Ambiental, Ingeniería Eléctrica - Área Sistemas de Distribución, a nivel de especialización, y la Maestría en Sociología de la Cultura. Ese mismo año se pusieron en marcha reformas en seis de los siete programas de pregrado de la Sede y se aprobó un ajuste al de Administración de Empresas que empezó a operar en el primer semestre de 1994. El Posgrado Interdisciplinario en Salud, la Especialización en Alta Gerencia con Énfasis en Calidad, Estadística, Tecnología de Alimentos y Gestión del Desarrollo Municipal y de Entidades Territoriales, primera especialización creada en la Sede, se ofrecieron en 1994.
En 1996 comenzaron las Especializaciones en Evaluación Socioeconómica de Proyectos y en Ingeniería Ambiental con Énfasis en Sanitaria, en 1997 la Especialización en Finanzas con Énfasis en Preparación y Evaluación de Proyectos y en 1998 surgió la primera Maestría creada en la Sede, Física del Plasma, y la Especialización en Semiótica y Hermenéutica del Arte. Ese año inició actividades la Carrera de Administración de Sistemas Informáticos, creada en la Facultad. En 1999 surgió la Carrera de Construcción, luego se ofrecieron cinco especializaciones más y, a través de un convenio internacional, la Maestría en Gestión Ambiental Urbana.
En el año 2000 comenzaron las Carreras de Ingeniería Física y de Matemáticas y en el 2001 se creó la Carrera de Gestión Cultural y Comunicativa, el primer programa de su género en el mundo. En adelante la Facultad ofreció otras dos especializaciones.
En el año de 1996 se obtuvo en forma definitiva el predio que ocupan el Laboratorio de Hidráulica y el Teatro Auditorio 'Alfonso Carvajal Escobar', con un área total de 4.000 metros cuadrados. Además, se adquirieron los terrenos del antiguo Distrito Cinco de Obras Públicas, donde se localiza el Campus La Nubia, en el cual funcionan varios programas académicos, además de los laboratorios de Física, Física del Plasma, Eléctrica y Electrónica, entre otros.

## Campus

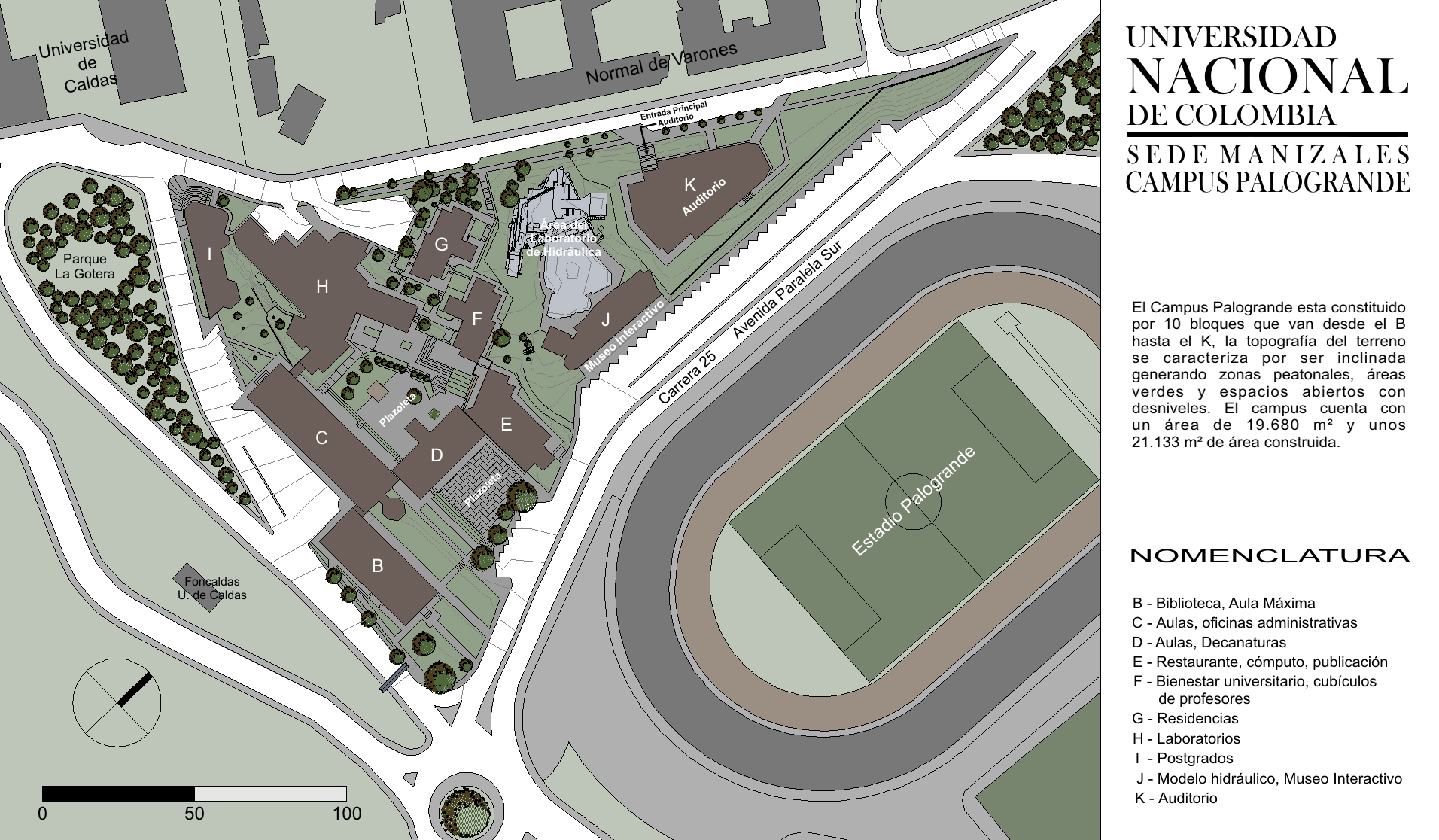
Plano del campus Palogrande.

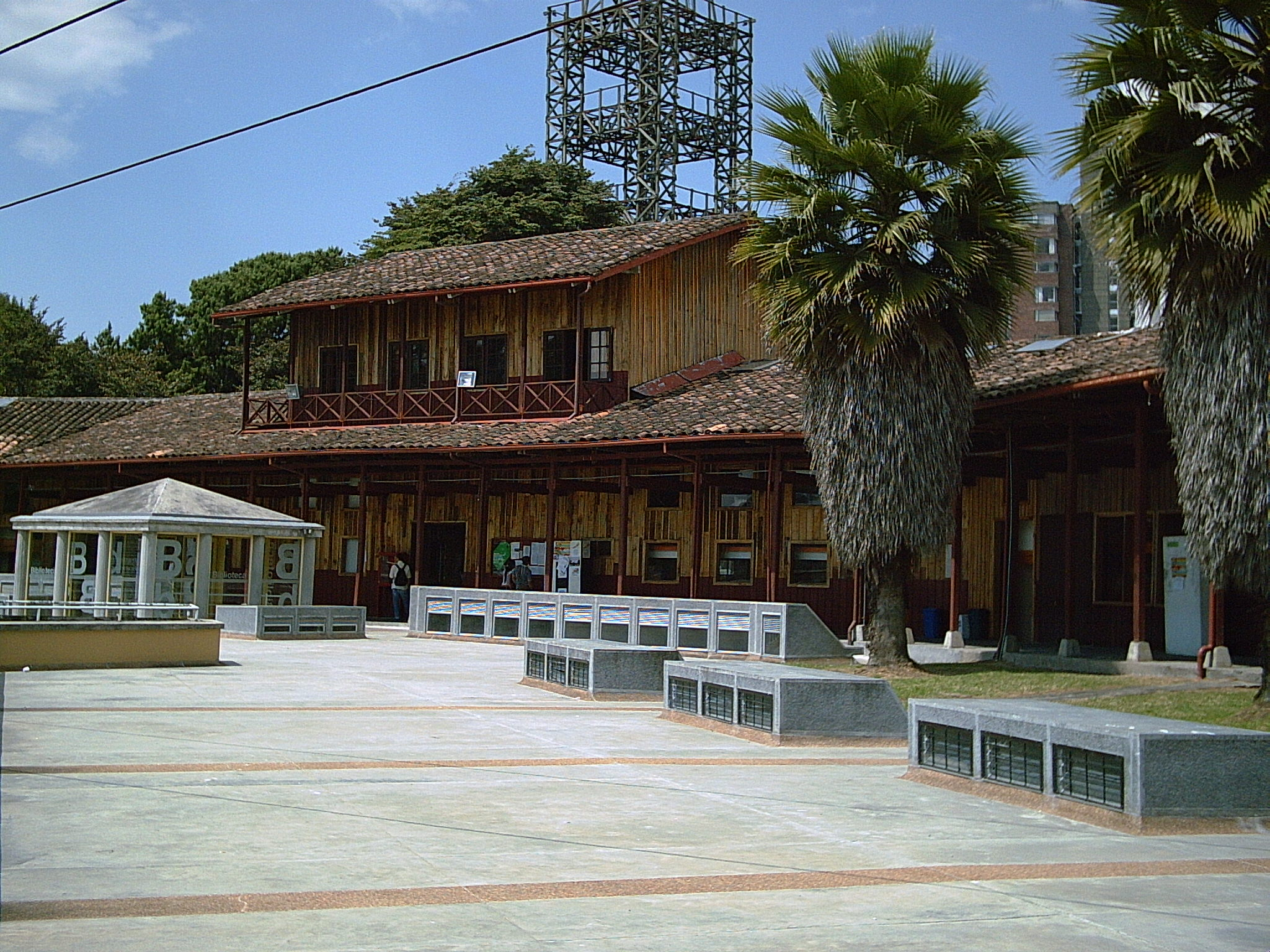
Plazoleta interior de la antigua estación del cable, campus El Cable.

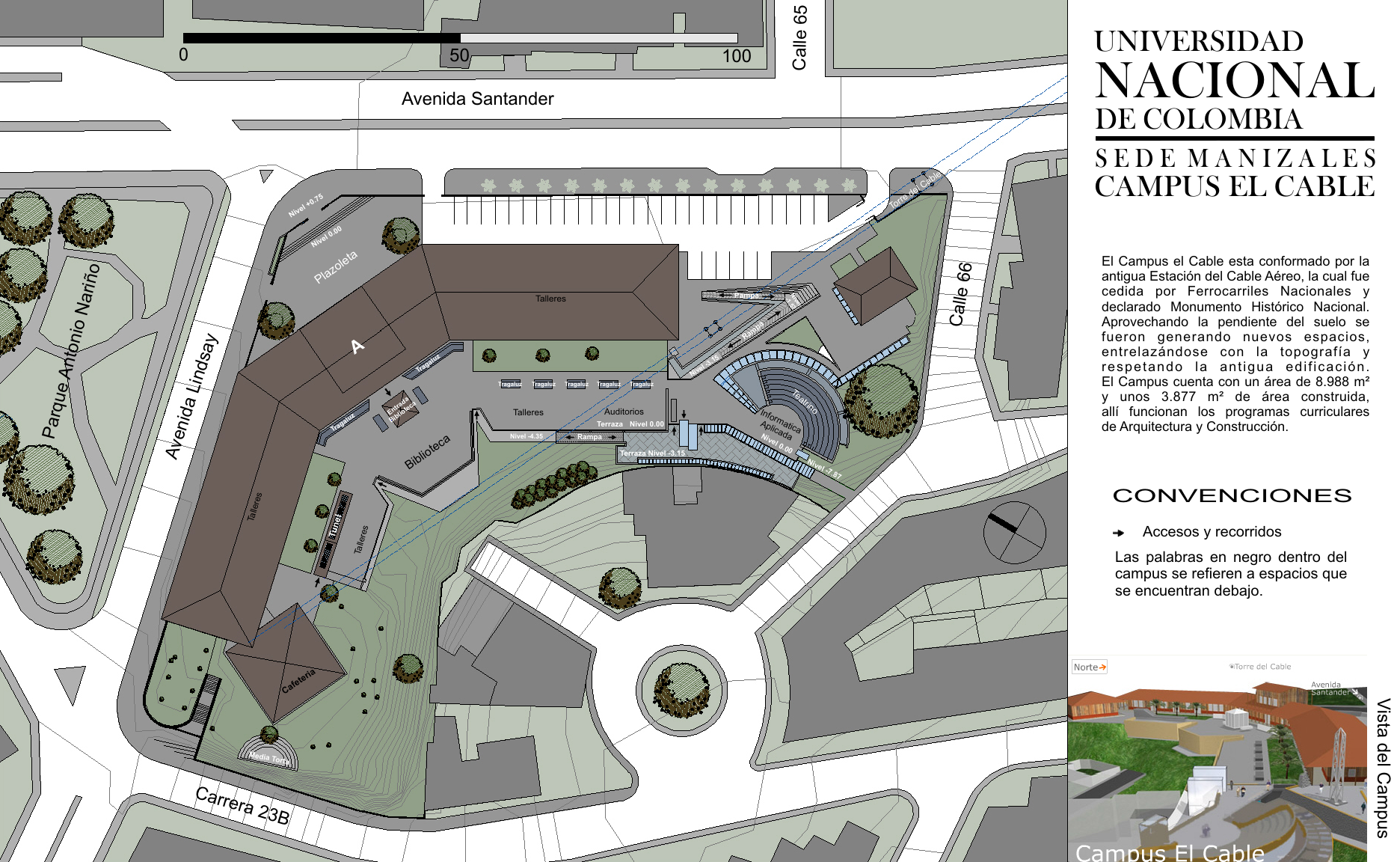
Plano del campus El Cable.

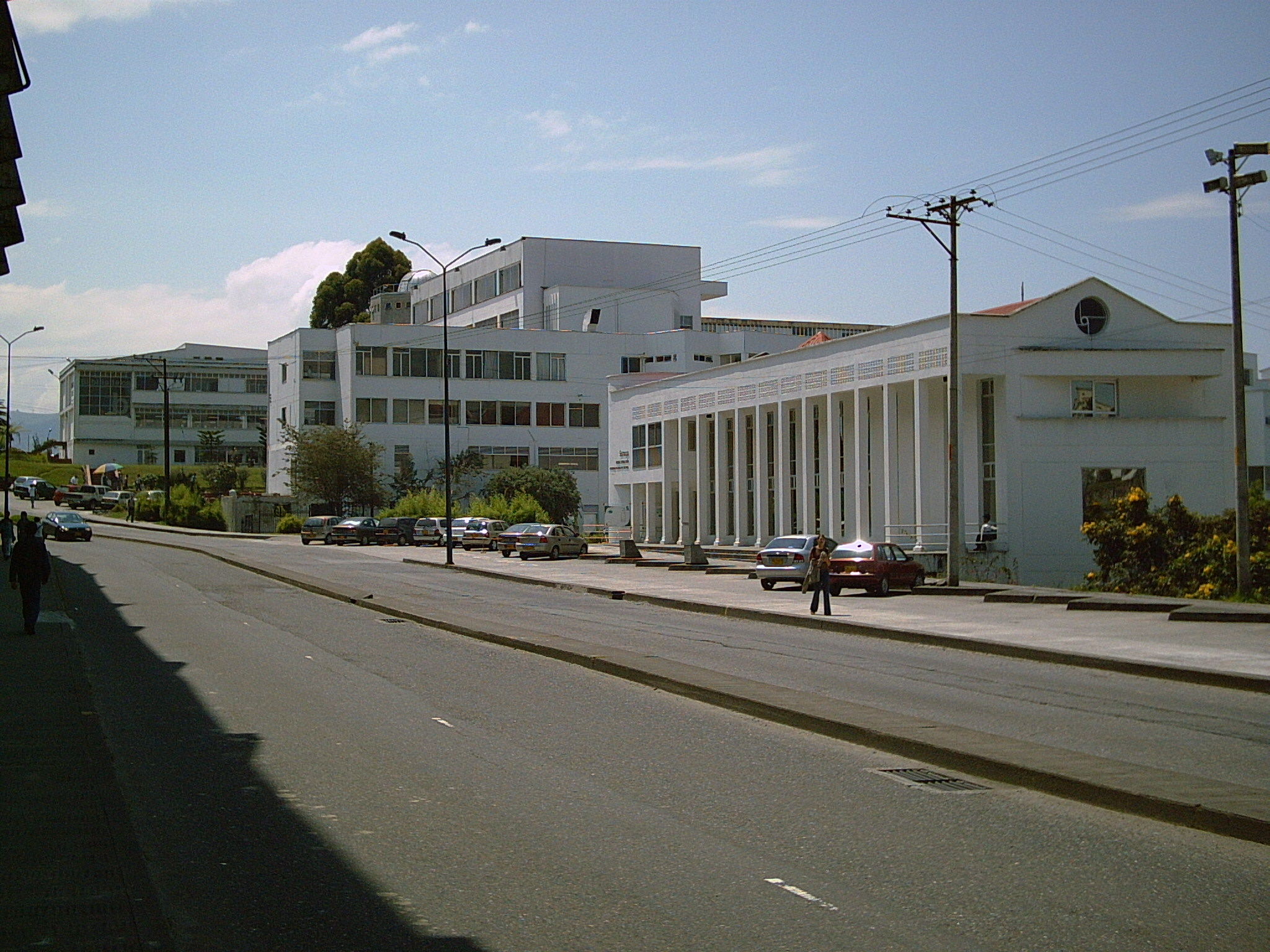
Campus Palogrande, se puede observar el museo Samoga y posteriormente la biblioteca.

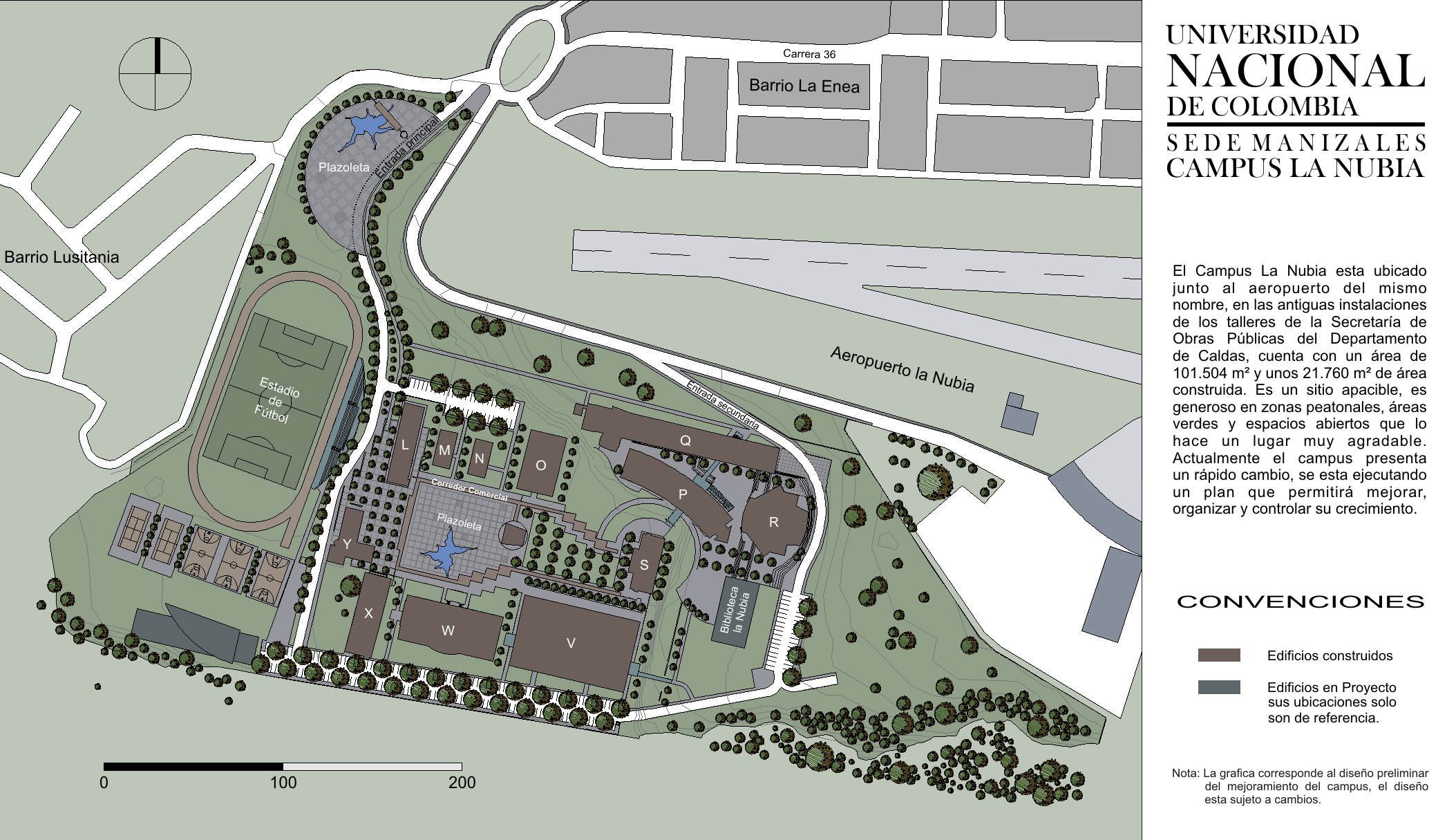
Plano del campus La Nubia.

### Campus Palogrande
Constituido por el conjunto central, situado entre la avenida paralela, sector de Palogrande y en inmediaciones del Estadio del mismo nombre , entre las carreras 25 y 25 A con calle 65, cuenta con un área de 19.680 m² y unos 21.133 m² de área construida, en el cual se encuentran las oficinas administrativas, oficinas de apoyo académico, laboratorios del programa de Ingeniería civil y las aulas de clase.

### Campus El Cable
La planta física conformada por la antigua estación del cable cedida por Ferrocarriles Nacionales y declarado Monumento Histórico Nacional, y posteriormente intervenida por la universidad, ubicado en la carrera 23 n.º 70 -10, cuenta con un área de 8.988 m² y unos 3.877 m² de área construida, allí funcionan los programas curriculares de Arquitectura y Urbanismo.

### Campus La Nubia
Inicialmente se conoció como Campus la Florida hasta 1999. A partir del 14 de marzo de 1996 es cedido y 20 de junio de 1996 los predios comienzan a administrarlos por la Universidad y hasta el 2 de agosto de 2008 Invías entrega el título de propiedad a la institución, tras superarse el litigio legal.
Ubicado junto al aeropuerto del mismo nombre, en las antiguas instalaciones de los talleres de la Secretaría de Obras Públicas del Departamento de Caldas, cuenta con un área de 101.504 m² y unos 21.760 m² de área construida. Allí funcionan los programas curriculares de Ingeniería Química, Ingeniería Eléctrica, Ingeniería Física, Ingeniería Electrónica, Ingeniería Industrial, Matemáticas, Administración de Sistemas Informáticos y Ciencias de la Computación.
Dentro de las propuestas a futuro esta la del PROYECTO ESTRATEGICO CAMPUS UNIVERSITARIO-CIUDAD DE CONOCIMIENTO, INNOVACION Y EMPRENDIMIENTO en donde contempla la propuesta que la universidad pueda adquirir los predios contiguos del Aeropuerto de la Nubia, 25 hectáreas. Discusión que se dio en el Plan de Ordenamiento Territorial de la Manizales.

## Académico
Hoy la Universidad Nacional, y con ella la Sede Manizales, luego de haber dado un paso hacia la
acreditación institucional y de sus programas académicos, se ha venido transformando para pasar de
una institución de docencia a una universidad de investigación comprometida con un proyecto de
Nación, y abandonado un modelo educativo inspirado en la sociedad industrial de ayer para entrar a
la era de la sociedad del conocimiento, dando respuesta a las problemáticas del desarrollo urbano
soportado en la fragmentación social y espacial del territorio, al precario desarrollo rural del país y a las carencias de políticas públicas con enfoque socioambientales. La septuagenaria sede de Manizales, con tres facultades y tres campus universitarios: Palogrande, El Cable, y La Nubia, por sus indicadores ocupa el 3°lugar entre las sedes andinas de la U.N. de Colombia.(Ref. 1)
 
Según la DAMA, el número de egresados en toda la historia de la UN sede Manizales desde la primera corte hasta el 2016, es de 17124 profesionales de pregrado, distribuidos así por programa: Administración de empresas 3639 desde 1971 (21%); Administración de Sistemas Informáticos 672 desde 2003 (4%); Arquitectura 1975 desde 1975 (12%); Gestión Cultural y Comunicativa 172 desde 2005 (1%); Ingeniería Física 264 desde 2005 (2%); Ingeniería Civil 3275 desde 1954 (19%); Ingeniería Eléctrica 1937 desde 2975 (11%); Ingeniería Electrónica 1240 desde 1996 (7%); Ingeniería Química 1524 desde 1975 (9%); Ingeniería Industrial 2342 desde 1975 (14%); y Matemáticas 84 desde 2005. Por lugar de procedencia, entre 2010 y 2016, los estudiantes de pregrado son: de Caldas 67%;  de Nariño 8%; de Bogotá 5%; del Valle del Cauca 3%; de Tolima 3%;  de Risaralda 2%; de Putumayo 2%; de Huila 2%; de Cundinamarca 1%; de Arauca 1% y otros lugares 4%. (Ref 2)

### Facultades

#### Facultad de Ingeniería y Arquitectura
- Arquitectura
- Ingeniería Civil
- Ingeniería Eléctrica
- Ingeniería Electrónica
- Ingeniería Industrial
- Ingeniería Química

#### Facultad de Ciencias Exactas y Naturales
- Ciencias de la Computación
- Ingeniería Física
- Matemáticas
- Estadística
- Ingeniería Biológica

#### Facultad de Administración
- Administración de Empresas (Diurna y nocturna)
- Administración de Sistemas Informáticos
- Gestión Cultural y Comunicativa

### Institutos

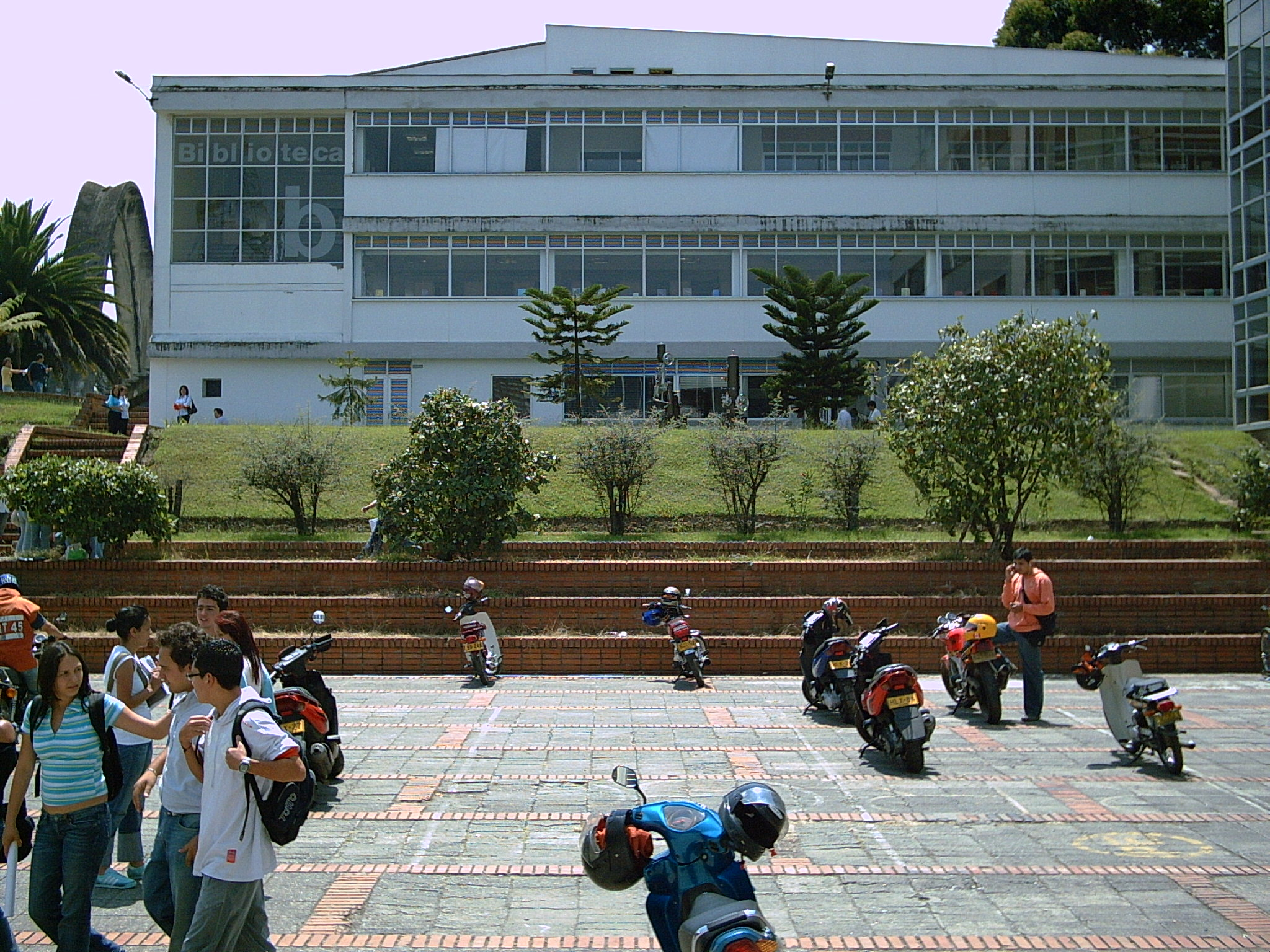
Biblioteca Alfonso Carvajal Escoba, campus Palogrande.

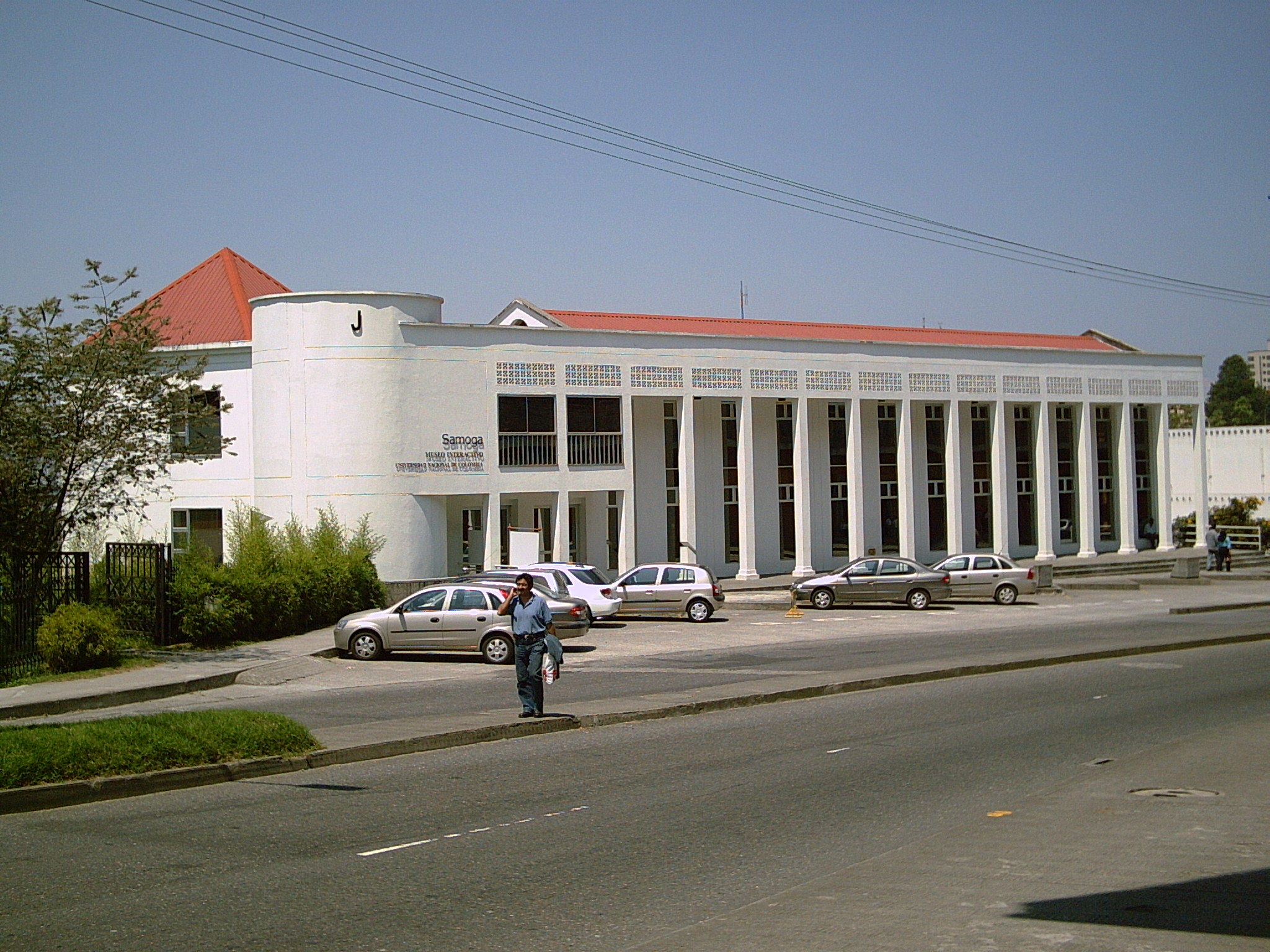
Museo Samoga.

- Instituto de Estudios Ambientales
- Instituto de Biotecnología y Agroindustria

## Bibliotecas
Los recursos bibliográficos, el talento humano, la infraestructura tecnológica y física con los que cuenta la universidad son integrados en un único sistema al que se le denomina SINAB. Este sistema administra los recursos, entre ellos las bibliotecas de todas las sedes de la universidad. Los tres campus de la sede Manizales, cuentan con una biblioteca cada uno, las cuales son: 

## Museos
- Museo Interactivo de Ciencia, Juego y Tecnología "Samoga"